# 카르야

카르야의 위치

카르야(핀란드어: Karjaa, 스웨덴어: Karis 카리스[*])는 핀란드 우시마 지역에 있던 도시로 면적은 214.76km2, 인구는 9,155명(2008년 12월 31일 당시 기준), 인구 밀도는 46.51명/km2이다.
2009년 1월 1일을 기해 에케네스(Ekenäs), 포흐야(Pohja)와 함께 라세보리(Raseborg)라는 이름의 지방 자치체로 통합되면서 소멸되었다. 전체 인구 가운데 59%는 스웨덴어를, 38%는 핀란드어를 구사했다.

시 문장